# Corallium
Corallium Cuvier, 1798 è un genere di ottocoralli della famiglia Coralliidae.

## Tassonomia
Comprende le seguenti specie:
- Corallium abyssale Bayer, 1956
- Corallium borneanse Bayer
- Corallium boshuense Kishinouye, 1903
- Corallium ducale Bayer
- Corallium elatius Ridley, 1882
- Corallium halmaheirense Hickson, 1907
- Corallium imperiale Bayer
- Corallium johnsoni Gray, 1860
- Corallium kishinouyei Bayer, 1996
- Corallium konojoi Kishinouye, 1903
- Corallium laauense Bayer, 1956
- Corallium maderense (Johnson, 1899)
- Corallium medea Bayer, 1964
- Corallium niobe Bayer, 1964
- Corallium niveum Bayer, 1956
- Corallium porcellanum Pasternak, 1981
- Corallium pusillum Kishinouye, 1903
- Corallium regale Bayer, 1956
- Corallium reginae Hickson, 1907
- Corallium rubrum (Linnaeus, 1758)
- Corallium secundum Dana, 1846
- Corallium sulcatum Kishinouye, 1903
- Corallium tricolor (Johnson, 1899)
- Corallium vanderbilti Boone, 1933
- Corallium variabile (Thomson & Henderson, 1906)

### Sinonimi obsoleti
- Corallium inutile Kishinouye, 1903 = Paracorallium inutile (Kishinouye, 1903)
- Corallium japonicum Kishinouyi, 1903 = Paracorallium japonicum (Kishinouyi, 1903)
- Corallium salomonense Thomson & Mackinnon, 1910 = Paracorallium salomonense (Thomson & Mackinnon, 1910)
- Corallium stylasteroides Ridley, 1882 = Paracorallium stylasteroides (Ridley, 1882)